# Diocesi di Wonju
La diocesi di Wonju (in latino Dioecesis Voniuensis) è una sede della Chiesa cattolica in Corea suffraganea dell'arcidiocesi di Seul. Nel 2022 contava 80.146 battezzati su 893.000 abitanti. È retta dal vescovo Basil Cho Kyu-man.

## Territorio
La diocesi comprende i seguenti territori della Corea del Sud:
- le città di Donghae (in parte), Samcheok, Wonju, Taebaek, e le contee di Yeongwol, Jeongseon, Pyeongchang (in parte) e Hoengseong nella provincia di Gangwon;
- la città di Jecheon e la contea di Danyang nella provincia di Nord Chungcheong.

Sede vescovile è la città di Wonju, dove si trova la cattedrale di Nostra Signora della Grazia.
Il territorio è suddiviso in 54 parrocchie.

## Storia
La diocesi è stata eretta il 22 marzo 1965 con la bolla Fidei propagandae di papa Paolo VI, ricavandone il territorio dalla diocesi di Ch'unch'on (oggi diocesi di Chuncheon).
Il 29 maggio 1969 ha ceduto una porzione del suo territorio a vantaggio dell'erezione della diocesi di Andong.

## Cronotassi dei vescovi
Si omettono i periodi di sede vacante non superiori ai 2 anni o non storicamente accertati.
- Daniel Tji Hak Soun † (22 marzo 1965 - 12 marzo 1993 deceduto)
- James Kim Ji-seok (12 marzo 1993 succeduto - 31 marzo 2016 ritirato)
- Basil Cho Kyu-man, dal 31 marzo 2016

## Statistiche
La diocesi nel 2022 su una popolazione di 893.000 persone contava 80.146 battezzati, corrispondenti al 9,0% del totale.
| anno | popolazione | popolazione | popolazione | presbiteri | presbiteri | presbiteri | presbiteri                | diaconi | religiosi | religiosi | parrocchie |
| anno | battezzati  | totale      | %           | numero     | secolari   | regolari   | battezzati per presbitero | diaconi | uomini    | donne     | parrocchie |
| ---- | ----------- | ----------- | ----------- | ---------- | ---------- | ---------- | ------------------------- | ------- | --------- | --------- | ---------- |
| 1970 | 30.745      | 1.021.523   | 3,0         | 32         | 11         | 21         | 960                       |         | 21        | 42        | 21         |
| 1980 | 36.018      | 1.182.020   | 3,0         | 32         | 20         | 12         | 1.125                     |         | 12        | 40        | 25         |
| 1990 | 42.079      | 1.234.000   | 3,4         | 36         | 36         |            | 1.168                     |         | 7         | 98        | 28         |
| 1999 | 53.162      | 847.516     | 6,3         | 61         | 61         |            | 871                       |         |           | 177       | 34         |
| 2000 | 55.822      | 844.284     | 6,6         | 53         | 53         |            | 1.053                     |         |           | 179       | 34         |
| 2001 | 57.572      | 832.535     | 6,9         | 60         | 60         |            | 959                       |         |           |           | 35         |
| 2002 | 59.684      | 863.209     | 6,9         | 62         | 62         |            | 962                       |         |           | 184       | 36         |
| 2003 | 60.985      | 880.473     | 6,9         | 60         | 60         |            | 1.016                     |         |           | 284       | 36         |
| 2004 | 62.447      | 901.233     | 6,9         | 69         | 69         |            | 905                       |         |           | 222       | 38         |
| 2010 | 68.892      | 820.724     | 8,4         | 79         | 79         |            | 872                       |         |           | 316       | 44         |
| 2014 | 73.538      | 830.280     | 8,9         | 85         | 85         |            | 865                       |         | 2         | 232       | 47         |
| 2017 | 76.421      | 866.728     | 8,8         | 94         | 94         |            | 812                       |         | 3         | 217       | 50         |
| 2020 | 79.402      | 880.054     | 9,0         | 100        | 100        |            | 794                       |         | 2         | 211       | 53         |
| 2022 | 80.146      | 893.000     | 9,0         | 104        | 104        |            | 770                       |         | 2         | 200       | 54         |